# Karyn White

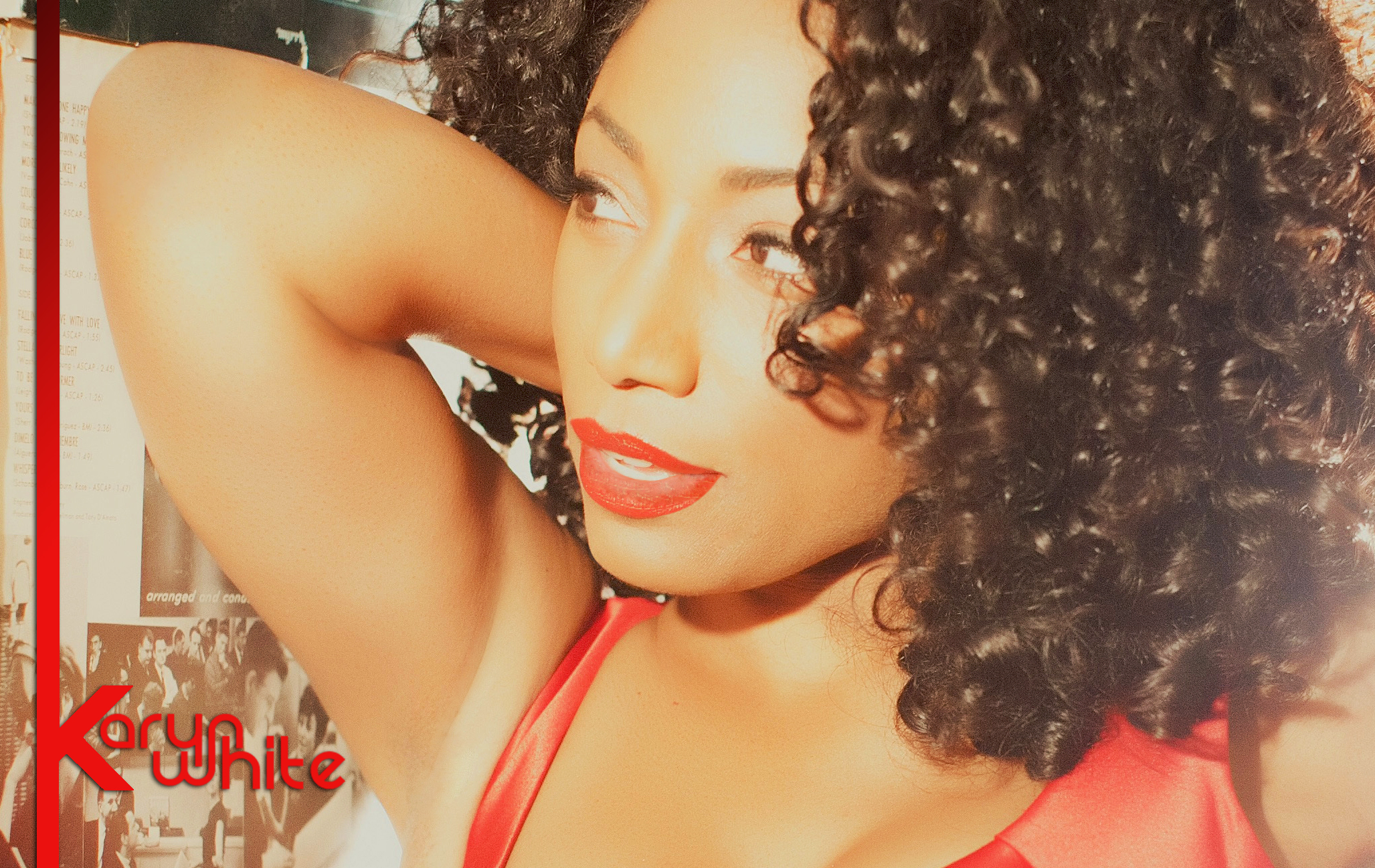
Karyn White (2011)

Karyn Layvonne White (* 14. Oktober 1965 in Los Angeles, Kalifornien) ist eine US-amerikanische R&B-Sängerin, die 1991 mit Romantic für eine Woche auf Platz eins der US-Single-Charts stand.

## Werdegang
White sang bereits als Kind im Kirchenchor und versuchte sich ab Mitte der 1980er Jahre zunächst als Backgroundsängerin. So ging sie unter anderem auf Tour mit dem R&B-Kollegen O’Bryan. Mit der Hilfe von Jeff Lorber hatte sie 1986 ihre ersten Hits: Facts of Love erreichte die Top 30 der US-Popcharts. Zwischen 1986 und 1995 platzierte White insgesamt 15 Hits in den amerikanischen R&B-Charts, vier davon erreichten Platz eins: The Way You Love Me (1988), Superwoman, Love Saw It (1989, mit Babyface) und Romantic (1991).
Ihre beiden ersten Soloalben Karyn White (1988, Platin in den USA) und Ritual of Love (1991, Gold) erschienen bei Warner und waren stark vom damals angesagten New Jack Swing beeinflusst.
White war von 1991 bis 1999 mit dem Produzenten Terry Lewis verheiratet. Die beiden haben eine Tochter. Ihre Ende 2007 geschlossene Ehe mit Bobby Gonzales ging bereits 2009 wieder in die Brüche.

## Diskografie

### Studioalben
| Jahr | Titel Musiklabel Katalog-Nr.   | Höchstplatzierung, Gesamtwochen, AuszeichnungChartplatzierungen (Jahr, Titel, Musiklabel Katalog-Nr., Platzierungen, Wochen, Auszeichnungen, Anmerkungen) | Höchstplatzierung, Gesamtwochen, AuszeichnungChartplatzierungen (Jahr, Titel, Musiklabel Katalog-Nr., Platzierungen, Wochen, Auszeichnungen, Anmerkungen) | Höchstplatzierung, Gesamtwochen, AuszeichnungChartplatzierungen (Jahr, Titel, Musiklabel Katalog-Nr., Platzierungen, Wochen, Auszeichnungen, Anmerkungen) | Anmerkungen |
| Jahr | Titel Musiklabel Katalog-Nr.   | UK | US | R&B | Anmerkungen |
| ---- | ------------------------------ | --- | --- | --- | --- |
| 1988 | Karyn White Warner 25637       | UK20 Gold · (27 Wo.)UK | US19 Platin · (54 Wo.)US | R&B1 (57 Wo.)R&B | Erstveröffentlichung: 6. September 1988 Executive Producer: Benny Medina, Leonard Richardson                      |
| 1991 | Ritual of Love Warner 26320    | UK31 (3 Wo.)UK | US53 Gold · (24 Wo.)US | R&B7 (32 Wo.)R&B | Erstveröffentlichung: 10. September 1991 Executive Producer: Jimmy Jam und Terry Lewis, Benny Medina, Karyn White |
| 1994 | Make Him Do Right Warner 45400 | — | US99 (7 Wo.)US | R&B22 (47 Wo.)R&B | Erstveröffentlichung: 27. September 1994 Executive Producer: Jimmy Jam und Terry Lewis, Benny Medina, Karyn White |

Weitere Studioalben
- 1986: Private Passion (Jeff Lorber feat. Karyn White und Michael Jeffries; Warner 25492)
- 2012: Carpe Diem (Lightyear Entertainment 54911)

### Kompilationen
- 1995: Sweet & Sensual (WEA Japan 320)
- 2007: Superwoman: The Best of Karyn White (Shout! Factory 826663-10213)

### Singles
| Jahr | Titel Album                              | Höchstplatzierung, Gesamtwochen, AuszeichnungChartplatzierungen (Jahr, Titel, Album, Platzierungen, Wochen, Auszeichnungen, Anmerkungen) | Höchstplatzierung, Gesamtwochen, AuszeichnungChartplatzierungen (Jahr, Titel, Album, Platzierungen, Wochen, Auszeichnungen, Anmerkungen) | Höchstplatzierung, Gesamtwochen, AuszeichnungChartplatzierungen (Jahr, Titel, Album, Platzierungen, Wochen, Auszeichnungen, Anmerkungen) | Höchstplatzierung, Gesamtwochen, AuszeichnungChartplatzierungen (Jahr, Titel, Album, Platzierungen, Wochen, Auszeichnungen, Anmerkungen) | Anmerkungen                                                                                             |
| Jahr | Titel Album                              | UK | US | R&B | Dance | Anmerkungen                                                                                             |
| ---- | ---------------------------------------- | --- | --- | --- | --- | --- |
| 1986 | Facts of Love Private Passion            | UK95 (1 Wo.)UK | US27 (16 Wo.)US | R&B17 (18 Wo.)R&B | Dance9 (10 Wo.)Dance | Erstveröffentlichung: September 1986 Jeff Lorber feat. Karyn White Autoren: Carl Sturken, Evan Rogers   |
| 1987 | True Confessions Private Passion         | — | — | R&B88 (4 Wo.)R&B | — | Erstveröffentlichung: April 1987 Jeff Lorber und Karyn White Autoren: Carl Sturken, Evan Rogers         |
| 1988 | The Way You Love Me Karyn White          | UK42 (7 Wo.)UK | US7 Gold · (25 Wo.)US | R&B1 (25 Wo.)R&B | Dance5 (12 Wo.)Dance | Erstveröffentlichung: 15. August 1988 Autoren: Babyface, L.A. Reid, Daryl Simmons                       |
| 1988 | Superwoman Karyn White                   | UK11 (13 Wo.)UK | US8 Gold · (18 Wo.)US | R&B1 (24 Wo.)R&B | — | Erstveröffentlichung: November 1988 Autoren: Babyface, L. A. Reid, Daryl Simmons                        |
| 1989 | Love Saw It Karyn White                  | — | — | R&B1 (17 Wo.)R&B | — | Erstveröffentlichung: Februar 1989 Gastgesang: Babyface Autoren: Babyface, L. A. Reid, Daryl Simmons    |
| 1989 | Secret Rendezvous Karyn White            | UK22 (12 Wo.)UK | US6 (21 Wo.)US | R&B4 (15 Wo.)R&B | Dance1 (14 Wo.)Dance | Erstveröffentlichung: Mai 1989 Autoren: Babyface, L. A. Reid, Daryl Simmons                             |
| 1989 | Slow Down Karyn White                    | — | — | R&B36 (11 Wo.)R&B | — | Erstveröffentlichung: August 1989 Autoren: Karyn White, Steve Harvey, Daryl Simmons                     |
| 1989 | Not Thru Being with You Michael Jeffries | UK99 (1 Wo.)UK | — | R&B32 (12 Wo.)R&B | — | Erstveröffentlichung: November 1989 Michael Jeffries feat. Karyn White                                  |
| 1991 | Romantic Ritual of Love                  | UK23 (5 Wo.)UK | US1 (20 Wo.)US | R&B1 (17 Wo.)R&B | Dance6 (10 Wo.)Dance | Erstveröffentlichung: 23. August 1991 Autoren: Jimmy Jam, Terry Lewis                                   |
| 1991 | The Way I Feel About You Ritual of Love  | UK65 (2 Wo.)UK | US12 (20 Wo.)US | R&B5 (19 Wo.)R&B | — | Erstveröffentlichung: November 1991 Autoren: Bruce Sterling, Christopher Troy, Karyn White, Zack Harmon |
| 1992 | Walkin’ the Dog Ritual of Love           | — | — | R&B34 (9 Wo.)R&B | — | Erstveröffentlichung: März 1992 Autoren: Karyn White, Phillip L. Stewart, Terry Lewis, Tony Haynes      |
| 1992 | Do unto Me Ritual of Love                | — | — | R&B24 (11 Wo.)R&B | — | Erstveröffentlichung: Juni 1992 Autoren: Karyn White, Christopher Troy, Zack Harmon, Tony Haynes        |
| 1994 | Hungah Make Him Do Right                 | UK69 (2 Wo.)UK | US78 (7 Wo.)US | R&B18 (20 Wo.)R&B | Dance10 (11 Wo.)Dance | Erstveröffentlichung: August 1994 Autor: Daryl Simmons                                                  |
| 1994 | Can I Stay with You Make Him Do Right    | — | US81 (5 Wo.)US | R&B10 (22 Wo.)R&B | — | Erstveröffentlichung: November 1994 Autor: Babyface                                                     |
| 1995 | I’d Rather Be Alone Make Him Do Right    | — | — | R&B50 (20 Wo.)R&B | — | Erstveröffentlichung: April 1995 Autoren: Jimmy Jam und Terry Lewis, Garry Johnson, Karyn White         |
| 2002 | Super Woman Pop + Underground            | — | — | — | Dance6 (15 Wo.)Dance | Erstveröffentlichung: September 2002 GTS feat. Karyn White Remixe: Ralphi Rosario, That Kid Chris       |

Weitere Singles
- 1986: Back in Love (Jeff Lorber feat. Michael Jeffries und Karyn White)
- 1988: We Never Called It Love (Pauli Carman mit Karyn White)
- 1988: Love on the Line (Dubplate ohne Label)
- 1998: Last Christmas (inkl. Sample von George Michael)